# 七苦山圣母堂
七苦山圣母堂是位于山西省太原市南郊晋源区姚村镇洞儿沟村的圣母朝圣地，在太原市区以南30公里处，晋祠与清徐之间。山脚下有洞儿沟天主堂，山上是新建的中国古典建筑式样的七苦圣母大殿，殿前广场中央建有仿北京天坛的圆形祭坛，供朝圣日举行神圣感恩祭之用。每年的四旬期第五主日星期五和圣母痛苦日（9月15日）为主要朝圣日。